# Opisthograptis molleri
Opisthograptis molleri là một loài bướm đêm trong họ Geometridae.